# مسؤولية عشرية
المسؤولية العَشرية أو تأمين المسؤولية العَشرية أو «تأمين العيوب المتأصلة» هو تأمين يُحصل عليه (من قبل المقاول أو المسؤول الرئيس) لتغطية التكاليف المرتبطة بالانهيار المحتمل للمبنى بعد الانتهاء من تشييده. الاسم مستمد من حقيقة أنه يغطي فترة 10 سنوات بعد الانتهاء من المشروع. وهو تأمين إجباري في عدد قليل من البلدان مثل فرنسا ومصر. وفي دول أخرى مثل قطر ثمة شكل من أشكال المسؤولية الصارمة الناشئة عن القانون المدني الفرنسي والذي لا يتطلب أي دليل على وجود خطأ، ولكن لا يوجد شرط إلزامي للتأمين. ويمكن أن تزيد تكلفة التأمين بشكل كبير من تكاليف البناء وقد تصل إلى 1.5٪ من القيمة الهيكلية (بما في ذلك عمليات الفحص الفني التي تفرضها شركات التأمين).
يتعين على كل مقاولي البناء بموجب القانون الفرنسي (المادة L241-1 من قانون التأمين) شراء بوليصة تأمين لمدة عشر سنوات تغطي الضمان العشري الإلزامي على جميع مشاريع البناء. الضمان العشري مسؤولية قانونية يتحملها المقاولون عن جميع العيوب التي تهدد سلامة هياكلهم أو التي قد تجعلها غير ملائمة للأغراض المقصودة. وهذه المسؤولية إلزامية بموجب المادة 1792 وما يليه من القانون المدني الفرنسي. وهي مفروضة على مقاولي البناء لمدة عشر سنوات من تاريخ قبول المبنى.